# Eugoa grisea
Eugoa grisea là một loài bướm đêm thuộc phân họ Arctiinae, họ Erebidae.